# Jordbävningen i Malawi 1989
Jordbävningen i Malawi 1989 var en jordbävning i centrala Malawi den 10 mars 1989, med en magnitud på 6,6 Åtminstone 9 personer dödades, 100 skadades och skador drabbade Salima-Dedza-Mchinji-området. Omkring 50 000 personer blev hemlösa Malawi. Den kändes starkt i stora delar av centrala Malawi, Niassa och Teteprovinserna i Moçambique, samt delar av Zambia.

### Fotnoter
1. 1 2 3 4  ”Today in Earthquake History-March 10”. United States Geological Survey. 31 januari 2008. http://earthquake.usgs.gov/learn/today/index.php?month=3&day=10&submit=View+Date. Läst 26 juni 2008.